# Pareuchiloglanis macrotrema
Pareuchiloglanis macrotrema és una espècie de peix de la família dels sisòrids i de l'ordre dels siluriformes.

## Morfologia
Els mascles poden assolir els 16 cm de llargària total.

## Distribució geogràfica
Es troba a l'Índia, el Vietnam i la Xina.